# (6101) Tomoki
(6101) Tomoki es un asteroide perteneciente al cinturón de asteroides, región del sistema solar que se encuentra entre las órbitas de Marte y Júpiter, descubierto el 1 de marzo de 1993 por Takeshi Urata desde el Observatorio de Nihondaira, Shimizu-ku, Japón.

## Designación y nombre
Designado provisionalmente como 1993 EG. Fue nombrado Tomoki en homenaje a Tomoki Nakamura, profesor asociado de ciencias terrestres y planetarias en la Universidad de Kyushu, se especializa en la investigación de materiales primitivos del sistema solar, lo que más recientemente condujo al descubrimiento de materiales con forma de condrule a alta temperatura en las muestras de polvo de estrellas.

## Características orbitales
Tomoki está situado a una distancia media del Sol de 2,249 ua, pudiendo alejarse hasta 2,524 ua y acercarse hasta 1,974 ua. Su excentricidad es 0,122 y la inclinación orbital 4,616 grados. Emplea 1232,28 días en completar una órbita alrededor del Sol.

## Características físicas
La magnitud absoluta de Tomoki es 13,8. Tiene 4,298 km de diámetro y su albedo se estima en 0,449. 